# San Bartolomé (Villavaler)
San Bartolomé (oficialmente en asturiano: San Bartuelu) es un lugar español de la parroquia de Villavaler, perteneciente al municipio de Pravia, en la comunidad autónoma de Asturias.

## Historia
Hacia mediados del siglo XIX, el lugar ya pertenecía a la parroquia de Villavaler del municipio de Pravia. En 2023, la entidad singular de población tenía empadronados 16 habitantes, todos ellos diseminados.